# Herlin Riley
Herlin Riley (New Orleans, Louisiana, 15 februari 1957) is een Amerikaans drummer.
Riley was een telg uit een muzikale familie. Toen hij 3 was begon hij met drummen, daarnaast speelde hij ook trompet. Tijdens en na zijn high-school-jaren concentreerde hij zich op het drummen.
Riley was tussen 1984 en 1987 drummer in Ahmad Jamals band. Tevens maakte hij opnames met Marcus Roberts, Dr. John, Harry Connick jr., George Benson, Benny Wallace, Mark Whitfield, Monty Alexander en vele anderen.
Van 1988 tot 1994 toerde hij met Wynton Marsalis.
- Bibliothèque nationale de France: cb13924336b (data)
- Gemeinsame Normdatei: 134498097
- International Standard Name Identifier: 0000 0000 5513 9414
- Library of Congress Control Number: n85237396
- MusicBrainz: a7328177-fe23-466c-9bb3-c7cea876f233
- Nationale Bibliotheek van Israël: 987007342372005171
- Nederlandse Thesaurus van Auteursnamen: 162506236
- SNAC: w60b01tf
- Système universitaire de documentation: 079460968
- Virtual International Authority File: 32185380
- WorldCat: E39PBJbRkGbGCfxGr7kVVrdRKd